# کیت پریمو
کیت پریمو (انگلیسی: Keith Primeau؛ زادهٔ ۲۴ نوامبر ۱۹۷۱) بازیکن هاکی روی یخ اهل کانادا است.
از باشگاه‌هایی که در آن بازی کرده‌است می‌توان به فیلادلفیا فلایرز و کارولینا هوریکانز اشاره کرد.